# K-Dee
K-Dee, antigamente Kid Disaster, é o nome arístico de Darrel Johnson, um rapper americano mais conhecido por seu álbum Ass, Gas, or Cash (No One Rides for Free) (1994). Ele entrou para a cena do hip hop no grupo C.I.A., com o colega e rapper Ice Cube. A última vez que K-Dee foi ouvido foi em 1998, no álbum de The Dude, do rapper Devin the Dude.

## Discografia

### Álbuns solo
| Ano  | Título                                    | Posições nas paradas | Posições nas paradas   |
| Ano  | Título                                    | Heatseekers          | Top R&B/Hip hop albums |
| ---- | ----------------------------------------- | -------------------- | ---------------------- |
| 1994 | Ass, Gas, or Cash (No One Rides for Free) | #20                  | #33                    |

### Singles
| Ano  | Título                         | Álbum                                     |
| ---- | ------------------------------ | ----------------------------------------- |
| 1994 | "Thought I Saw a Pussy Cat"    | Ass, Gas, or Cash (No One Rides for Free) |
| 1994 | "Hittin' Corners"              | Ass, Gas, or Cash (No One Rides for Free) |
| 1994 | "The Freshest MC in the World" | Ass, Gas, or Cash (No One Rides for Free) |

### Aparições
- 1993: "Make It Ruff, Make It Smooth" (Ice Cube featuring K-Dee) from Lethal Injection
- 1995: "H.O.E.K." (Mack 10 featuring K-Dee) from Mack 10
- 1995: "Supersperm" (Kausion featuring K-Dee) from South Central Los Skanless
- 1996: "Aint No Bustas This Way" (Dazzie Dee featuring Ice Cube & K-Dee) from Re-Birth
- 1996: "Do You Like Criminals?" (Westside Connection featuring K-Dee) from Bow Down
- 1996: "Hoo-Bangin' (WSCG Style)" (featuring K-Dee, The Comrads & Allfrumtha I) from Bow Down
- 1997: "World Wide" (K-Dee) from The Lawhouse Experience, Volume One
- 1998: "One Day at a Time" (Devin the Dude featuring K-Dee & K.B.) from The Dude